# Japan op de Olympische Zomerspelen 1956
Japan nam deel aan de Olympische Zomerspelen 1956 in Melbourne, Australië en Stockholm, Zweden (onderdelen paardensport). Er werden beduidend meer medailles gehaald dan vier jaar eerder. Toen was de oogst één goud, zes zilver en twee brons, nu vier keer goud, tien keer zilver en vijf keer brons. Voor de Japanners een recordaantal tot dan toe .

## Medailleoverzicht
| Sport     | Olympiër                                                                               | Onderdeel                | Medaille |
| --------- | -------------------------------------------------------------------------------------- | ------------------------ | -------- |
| Turnen    | Takashi Ono                                                                            | rekstok (m)              | Goud     |
| Worstelen | Shozo Sasahara                                                                         | -62kg vrije stijl (m)    | Goud     |
| Worstelen | Mitsuo Ikeda                                                                           | -73kg vrije stijl (m)    | Goud     |
| Zwemmen   | Masaru Furukawa                                                                        | 200m schoolslag (m)      | Goud     |
| Turnen    | Takashi Ono                                                                            | individuele meerkamp (m) | Zilver   |
| Turnen    | Takashi Ono Masao Takemoto Masami Kubota Nobuyuki Aihara Akira Kono Shinsaku Tsukawaki | meerkamp team (m)        | Zilver   |
| Turnen    | Takashi Ono                                                                            | sprong (m)               | Zilver   |
| Turnen    | Nobuyuki Aihara                                                                        | vloer (m)                | Zilver   |
| Turnen    | Masumi Kubota                                                                          | brug (m)                 | Zilver   |
| Worstelen | Shigeru Kasahara                                                                       | -67kg vrije stijl (m)    | Zilver   |
| Zwemmen   | Tsuyoshi Yamanaka                                                                      | 400m vrije slag (m)      | Zilver   |
| Zwemmen   | Tsuyoshi Yamanaka                                                                      | 1500m vrije slag (m)     | Zilver   |
| Zwemmen   | Masahiro Yoshimura                                                                     | 200m schoolslag (m)      | Zilver   |
| Zwemmen   | Takashi Ishimoto                                                                       | 200m vlinderslag (m)     | Zilver   |
| Turnen    | Takashi Ono                                                                            | brug (m)                 | Brons    |
| Turnen    | Masao Takemoto                                                                         | brug (m)                 | Brons    |
| Turnen    | Masao Takemoto                                                                         | rekstok (m)              | Brons    |
| Turnen    | Masao Takemoto                                                                         | ringen (m)               | Brons    |
| Turnen    | Masumi Kubota                                                                          | ringen (m)               | Brons    |

## Deelnemers en resultaten

### Atletiek
| Olympiër                                                   | Onderdeel              | Resultaat | Prestatie                                             |
| ---------------------------------------------------------- | ---------------------- | --------- | ----------------------------------------------------- |
| Akira Kiyofuji                                             | 100m (m)               | 17e       | serie 8: 4de in 11,00                                 |
| Kyohei Ushio                                               | 100m (m)               | 28e       | serie 4: 3de in 11,09                                 |
| Kanji Akagi                                                | 200m (m)               | 18e       | serie 6: 1ste in 22,26 kwartfinale 2: 5de in 22,03    |
| Akira Kiyofuji                                             | 200m (m)               | 48e       | serie 9: 4de in 22,56                                 |
| Kyohei Ushio                                               | 200m (m)               | 50e       | serie 2: 5de in 22,64                                 |
| Kanji Akagi                                                | 400m (m)               | DSQ       | serie 1: gediskwalificeerd                            |
| Yoshitaka Muroya                                           | 800m (m)               | 17e       | serie 1: 3de in 1.52,3 halve finale 1: 6de in 1.54,5  |
| Shigeharu Suzuki                                           | 800m (m)               | 24e       | serie 2: 5de in 1.54,1                                |
| Keiji Ogushi                                               | 400m horden (m)        | 20e       | serie 1: 3de in 53,2                                  |
| Kanji Akagi Akira Kiyofuji Masaji Tajima Kyohei Ushio      | 4x100m (m)             | 10e       |                                                       |
| Kanji Akagi Keiji Ogushi Shigeharu Suzuki Yoshitaka Muroya | 4x400m (m)             | 11e       |                                                       |
| Hideo Hamamura                                             | marathon (m)           | 16e       | 2:40.53                                               |
| Kurao Hiroshima                                            | marathon (m)           | 33e       | 3:04.17                                               |
| Yoshiaki Kawashima                                         | marathon (m)           | 5e        | 2:29.19                                               |
| Yoshiro Sonoda                                             | verspringen (m)        | 14e       | kwalificatie: 14de met 7,12m                          |
| Masaji Tajima                                              | verspringen (m)        | 15e       | kwalificatie: 15de met 7,11m                          |
| Teruji Kogake                                              | hink-stap-springen (m) | 8e        | kwalificatie: 1ste met 15,63m finale: 8ste met 15,64m |
| Koji Sakurai                                               | hink-stap-springen (m) | 7e        | kwalificatie: 3de met 15,49m finale: 7de met 15,73m   |
| Hiroshi Shibata                                            | hink-stap-springen (m) | 13e       | kwalificatie: 6de met 15,27m finale: 13de met 15,25m  |
| Teruji Kogake                                              | hoogspringen (m)       | 12e       | kwalificatie: 13de met 1,92m finale: 12de met 1,96m   |
| Fumio Kamamoto                                             | kogelslingeren (m)     | 22e       | kwalificatie: 22ste met 44,70m                        |
| Masaji Tajima                                              | kogelslingeren (m)     | 17e       | kwalificatie: 17de met 53,48m                         |
|                                                            |                        |           |                                                       |
| Yoshiro Sonoda                                             | verspringen (v)        | 13e       | kwalificatie: 13de                                    |
| Toyoko Yoshino                                             | discuswerpen (v)       | 16e       | kwalificatie: 16de                                    |
| Yoriko Shida                                               | speerwerpen (v)        | 12e       | 44,96m                                                |

### Basketbal
| Olympiër | Onderdeel | Resultaat | Prestatie |
| --- | --------- | --------- | --- |
| Hiroshi Saito Hitoshi Konno Kenichi Imaizumi Manabu Fujita Reizo Ohira Riichi Arai Setsuo Nara Shutaro Shoji Takeo Sugiyama Takashi Itoyama Tetsuro Noborisaka | mannen    | 10e       | 1ste ronde groep A: 3de V van Verenigde Staten: 40-98 V van Filipijnen: 61-77 W van Thailand: 70-50 9-15de plek groep 2: 2de W van Zuid-Korea: 83-67 V van Canada: 60-73 9-12de plek: W van China: 82-61 9-10de plek: V van Canada: 60-75 |

| 1ste ronde Groep A |                  |             |             |             |            |            |            |        |
| #                  | Land             | Wedstrijden | Wedstrijden | Wedstrijden | Doelpunten | Doelpunten | Doelpunten | Punten |
| #                  | Land             | G           | W           | V           | V          | T          | Saldo      | Punten |
| 1                  | Verenigde Staten | 3           | 3           | 0           | 320        | 122        | +198       | 6      |
| 2                  | Filipijnen       | 3           | 2           | 1           | 224        | 237        | -13        | 5      |
| 3                  | Japan            | 3           | 1           | 2           | 171        | 225        | -54        | 4      |
| 4                  | Thailand         | 3           | 0           | 3           | 135        | 265        | -131       | 3      |

| Ronde      | Plaats           | Land  | Score      | Land |
| ---------- | ---------------- | ----- | ---------- | ---- |
| Groepsfase |                  |       |            |      |
| Melbourne  | Verenigde Staten | 98-40 | Japan      |      |
| Melbourne  | Japan            | 61-77 | Filipijnen |      |
| Melbourne  | Thailand         | 50-70 | Japan      |      |

| 9-15de plek groep 2 |            |             |             |             |            |            |            |        |
| #                   | Land       | Wedstrijden | Wedstrijden | Wedstrijden | Doelpunten | Doelpunten | Doelpunten | Punten |
| #                   | Land       | G           | W           | V           | V          | T          | Saldo      | Punten |
| 1                   | Canada     | 2           | 2           | 0           | 147        | 123        | +24        | 4      |
| 2                   | Japan      | 2           | 1           | 1           | 143        | 140        | +3         | 3      |
| 3                   | Zuid-Korea | 2           | 0           | 2           | 130        | 157        | -27        | 0      |

| Ronde       | Plaats | Land  | Score      | Land |
| ----------- | ------ | ----- | ---------- | ---- |
| Groepsfase  |        |       |            |      |
| Melbourne   | Japan  | 83-67 | Zuid-Korea |      |
| Melbourne   | Canada | 73-60 | Japan      |      |
| 9-12de plek |        |       |            |      |
| Melbourne   | China  | 61-82 | Canada     |      |
| 9-10de plek |        |       |            |      |
| Melbourne   | Japan  | 60-75 | Canada     |      |

### Boksen
| Olympiër           | Onderdeel | Resultaat | Prestatie                                                                                    |
| ------------------ | --------- | --------- | -------------------------------------------------------------------------------------------- |
| Kenji Yonekura     | -51kg (m) | 5e        | 1ste ronde: vrij 2de ronde: W van THA Muangson: punten kwartfinale: V van FRA Libeer: punten |
| Shinichiro Suzuki  | -57kg (m) | 5e        | 1ste ronde: vrij 2de ronde: W van BUR Wang: punten kwartfinale: V van GBR Nicholls: punten   |
| Toshihito Ishimaru | -60kg (m) | 9e        | 1ste ronde: W van NZL Donovan: punten kwartfinale: V van URS Lagetko: punten                 |

### Gewichtheffen
| Olympiër            | Onderdeel   | Resultaat | Prestatie                                                                           |
| ------------------- | ----------- | --------- | ----------------------------------------------------------------------------------- |
| Yukio Furuyama      | -56kg (m)   | 8e        | duwen: 5de met 90kg trekken: 9de met 87,5kg stoten: 6de met 125kg totaal: 302,5kg   |
| Yoshio Nanbu        | -56kg (m)   | 6e        | duwen: 7de met 87,5kg trekken: 5de met 97,5kg stoten: 7de met 120kg totaal: 305kg   |
| Hiroyoshi Shiratori | -60kg (m)   | 5e        | duwen: 8ste met 97,5kg trekken: 4de met 100kg stoten: 2de met 127,5kg totaal: 325kg |
| Takahiro Yamaguchi  | -60kg (m)   | 10e       | duwen: 9de met 92,5kg trekken: 11de met 92,5kg stoten: 7de met 125kg totaal: 310kg  |
| Kenji Onuma         | -67,5kg (m) | 4e        | duwen: 5de met 110kg trekken: 4de met 110kg stoten: 3de met 147,5kg totaal: 367,5kg |

### Roeien
| Olympiër | Onderdeel | Resultaat | Prestatie                                            |
| --- | --------- | --------- | ---------------------------------------------------- |
| Yozo Iwasaki Yasukuni Watanabe Sadahiro Sunaga Yoshiki Hiki Takashi Imamura Yasuhiko Takeda Masao Hara Junichi Kato Toshiji Eda | acht (m)  | 7e        | serie 2: 2de in 6.11,8 halve finale 1: 4de in 7.24,5 |

### Schermen
| Olympiër      | Onderdeel  | Resultaat | Prestatie                                    |
| ------------- | ---------- | --------- | -------------------------------------------- |
| Masayuki Sano | degen (m)  | 38e       | 1ste ronde groep 2: 8ste met 0 overwinningen |
| Masayuki Sano | floret (m) | 30e       | 1ste ronde groep 1: 8ste met 0 overwinningen |
| Masayuki Sano | sabel (m)  | 29e       | 1ste ronde groep 1: 4ste met 1 overwinning   |

### Schietsport
| Olympiër          | Onderdeel                  | Resultaat | Prestatie                       |
| ----------------- | -------------------------- | --------- | ------------------------------- |
| Yukio Inokuma     | 50m geweer 3 houdingen (m) | 36e       | 1110 punten: (398-378-336)      |
| Tomokazu Maruyama | 50m geweer 3 houdingen (m) | 40e       | 1085 punten: (392-362-330)      |
| Yukio Inokuma     | 50m geweer liggend (m)     | 24e       | 594 punten: (100-98-99-99-99)   |
| Tomokazu Maruyama | 50m geweer liggend (m)     | 43e       | 584 punten: (97-96-98-97-98-98) |
| Choji Hosaka      | 50m pistool (m)            | 4e        | 550 punten: (92-91-88-91-94-91) |
| Yoshihide Ueda    | 50m pistool (m)            | 17e       | 526 punten: (87-88-87-88-90-86) |
| Choji Hosaka      | 25m snelvuurpistool (m)    | 15e       | 563 punten: (281-282)           |
| Yoshihide Ueda    | 25m snelvuurpistool (m)    | 31e       | 521 punten: (262-259)           |
| Tokusaburo Iwata  | trap (m)                   | 23e       | 155 punten                      |
| Ujitoshi Konomi   | trap (m)                   | 30e       | 140 punten                      |

### Schoonspringen
| Olympiër       | Onderdeel     | Resultaat | Prestatie                                                       |
| -------------- | ------------- | --------- | --------------------------------------------------------------- |
| Yutaka Baba    | 3m plank (m)  | 12e       | voorronde: 10de met 77,77 punten finale: 12de met 126,87 punten |
| Tetsuo Osawa   | 3m plank (m)  | 18e       | voorronde: 18de met 70,82 punten                                |
| Yutaka Baba    | 10m toren (m) | 11e       | voorronde: 10de met 70,76 punten finale: 11de met 123,69 punten |
| Tetsuo Osawa   | 10m toren (m) | 12e       | voorronde: 11de met 69,76 punten finale: 12de met 120,20 punten |
|                |               |           |                                                                 |
| Hatsuko Hirose | 3m plank (v)  | 15e       | voorronde: 16de met 56,02 punten                                |
| Kanoko Tsutani | 3m plank (v)  | 18e       | voorronde: 6de met 63,99 punten finale: 8ste met 103,12 punten  |
| Hatsuko Hirose | 10m toren (v) | 11e       | voorronde: 12de met 46,15 punten finale: 11de met 69,71punten   |
| Kanoko Tsutani | 10m toren (v) | 10e       | voorronde: 10de met 48,45 punten finale: 10de met 70,95 punten  |

### Turnen
| Olympiër                                                                                  | Onderdeel                               | Resultaat | Prestatie      |
| ----------------------------------------------------------------------------------------- | --------------------------------------- | --------- | -------------- |
| Nobuyuki Aihara                                                                           | vloer (m)                               | Zilver    | 19,10 punten   |
| Masami Kubota                                                                             | brug (m)                                | Zilver    | 19,15 punten   |
| Takashi Ono                                                                               | brug (m)                                | Brons     | 19,10 punten   |
| Masao Takemoto                                                                            | brug (m)                                | Brons     | 19,10 punten   |
| Takashi Ono                                                                               | rekstok (m)                             | Goud      | 19,60 punten   |
| Masao Takemoto                                                                            | rekstok (m)                             | Brons     | 19,30 punten   |
| Masami Kubota                                                                             | ringen (m)                              | Brons     | 19,10 punten   |
| Masao Takemoto                                                                            | ringen (m)                              | Brons     | 19,10 punten   |
| Takashi Ono                                                                               | paard met bogen (m)                     | Zilver    | 19,20 punten   |
| Nobuyuki Aihara                                                                           | individuele meerkamp (m)                | 10e       | 112,45 punten  |
| Akira Kono                                                                                | individuele meerkamp (m)                | 16e       | 111,55 punten  |
| Masami Kubota                                                                             | individuele meerkamp (m)                | 8e        | 112,50 punten  |
| Takashi Ono                                                                               | individuele meerkamp (m)                | Zilver    | 114,20 punten  |
| Masao Takemoto                                                                            | individuele meerkamp (m)                | 4e        | 113,55 punten  |
| Shinsaku Tsukawaki                                                                        | individuele meerkamp (m)                | 12e       | 112,20 punten  |
| Nobuyuki Aihara Akira Kono Masami Kubota Takashi Ono Masao Takemoto Shinsaku Tsukawaki    | meerkamp team (m)                       | Zilver    | 566,40 punten  |
|                                                                                           |                                         |           |                |
| Mitsuka Ikeda                                                                             | individuele meerkamp (v)                | 23e       | 71,900 punten  |
| Kyoko Kubota                                                                              | individuele meerkamp (v)                | 34e       | 71,133 punten  |
| Shizuko Sakashita                                                                         | individuele meerkamp (v)                | 29e       | 71,500 punten  |
| Suzuko Seki                                                                               | individuele meerkamp (v)                | 35e       | 71,000 punten  |
| Kazuko Sogabe                                                                             | individuele meerkamp (v)                | 24e       | 71,833 punten  |
| Keiko Tanaka-Ikeda                                                                        | individuele meerkamp (v)                | 13e       | 73,100 punten  |
| Mitsuka Ikeda Kyoko Kubota Shizuko Sakashita Suzuko Seki Kazuko Sogabe Keiko Tanaka-Ikeda | meerkamp team (v)                       | 6e        | 433,653 punten |
| Mitsuka Ikeda Kyoko Kubota Shizuko Sakashita Suzuko Seki Kazuko Sogabe Keiko Tanaka-Ikeda | meerkamp team draagbaar gereedschap (v) | 6e        | 73,200 punten  |

### Voetbal
| Olympiër | Onderdeel | Resultaat | Prestatie                        |
| --- | --------- | --------- | -------------------------------- |
| Hiroaki Sato Isao Iwabuchi Masanori Tokita Masao Uchino Michihiro Ozawa Ryuzo Hiraki Shigeo Yaegashi Tadao Kobayashi Waichiro Omura Yasuo Takamori Yoshio Furukawa | mannen    | 9e        | 1ste ronde: V van Australië: 0-2 |

### Wielersport
| Olympiër     | Onderdeel        | Resultaat | Prestatie      |
| Baan         | Baan             | Baan      | Baan           |
| ------------ | ---------------- | --------- | -------------- |
| Tetsuo Osawa | tijdrit (m)      | 13e       | 1.13,3         |
| Weg          |                  |           |                |
| Tetsuo Osawa | wegwedstrijd (m) | DNF       | niet gefinisht |

### Worstelen
| Olympiër          | Onderdeel   | Resultaat   | Prestatie |
| Vrije stijl       | Vrije stijl | Vrije stijl | Vrije stijl |
| ----------------- | ----------- | ----------- | --- |
| Tadashi Asai      | -52kg (m)   | 4e          | 1ste ronde: W van IND Daware 2de ronde: V van URS Tsalkalamanidze: 1-2 3de ronde: W van FRA Zoete: 3-0 4de ronde: V van IRI Khojastehpour: 0-3                                                  |
| Minoru Iizuka     | -57kg (m)   | 5e          | 1ste ronde: V van TUR Dağıstanlı: 0-3 2de ronde: W van FIN Jaskari: 3-0 3de ronde: W van ARG Díaz 4de ronde: W van KOR Lee: 3-0                                                                 |
| Shozo Sasahara    | -62kg (m)   | Goud        | 1ste ronde: W van PAK Nazir: 3-0 2de ronde: W van URS Salimullin: 2-1 3de ronde: W van TUR Şit: 3-0 4de ronde: W van USA Roderick: 3-0 5de ronde: W van FIN Penttilä 6de ronde: W van BEL Mewis |
| Shigeru Kasahara  | -67kg (m)   | Zilver      | 1ste ronde: W van AUS Schumacher 2de ronde: V van USA Evans: 0-3 3de ronde: W van ARG Rolón 4de ronde: W van MEX Tovar 5de ronde: V van IRI Habibi                                              |
| Mitsuo Ikeda      | -73kg (m)   | Goud        | 1ste ronde: W van USA Fischer: 3-0 2de ronde: W van IND Singh 3de ronde: W van URS Balavadze: 3-0 4de ronde: W van TUR Zengin: 3-0                                                              |
| Kazuo Katsuramoto | -79kg (m)   | 5e          | 1ste ronde: V van IRI Zandi: 0-3 2de ronde: W van BUL Stanchev 3de ronde: vrij 4de ronde: V van TUR Atlı: 0-3                                                                                   |
| Mitsuhiro Ohira   | -87kg (m)   | 7e          | 1ste ronde: V van TUR Atan 2de ronde: W van FIN Lahti: 2-1 3de ronde: V van IRI Takhti |
| Saburo Nakao      | +87kg (m)   | 7e          | 1ste ronde: V van AUS Mitchell: 1-2 2de ronde: vrij 3de ronde: V van FIN Kangasniemi |

### Zwemmen
| Olympiër                                                                 | Onderdeel             | Resultaat | Prestatie                                                            |
| ------------------------------------------------------------------------ | --------------------- | --------- | -------------------------------------------------------------------- |
| Manabu Koga                                                              | 100m vrije slag (m)   | 10e       | serie 2: 1ste in 57,7 halve finale 2: 6de in 58,1                    |
| Hiroshi Suzuki                                                           | 100m vrije slag (m)   | 9e        | serie 3: 3de in 58,4 halve finale 1: 5de in 58,0                     |
| Atsushi Tani                                                             | 100m vrije slag (m)   | 7e        | serie 4: 2de in 57,1 halve finale 1: 3de in 57,4 finale: 7de in 58,0 |
| Yoshiro Noda                                                             | 400m vrije slag (m)   | 27e       | serie 3: 4de in 4.49,9                                               |
| Koji Nonoshita                                                           | 400m vrije slag (m)   | 7e        | serie 1: 2de in 4.37,4 finale: 7de in 4.38,2                         |
| Tsuyoshi Yamanaka                                                        | 400m vrije slag (m)   | Zilver    | serie 5: 2de in 4.31,8 finale: 2de in 4.30,4                         |
| Yukiyoshi Aoki                                                           | 1500m vrije slag (m)  | 7e        | serie 2: 2de in 18.36,0 finale: 7de in 18.38,3                       |
| Seizaburo Yagi                                                           | 1500m vrije slag (m)  | 9e        | serie 4: 3de in 18.57,3                                              |
| Tsuyoshi Yamanaka                                                        | 1500m vrije slag (m)  | Zilver    | serie 1: 2de in 18.04,3 finale: 2de in 18.00,3                       |
| Keiji Hase                                                               | 100m rugslag (m)      | 9e        | serie 3: 3de in 1.06,3 halve finale 2: 6de in 1.06,5                 |
| Hideo Ninomiya                                                           | 100m rugslag (m)      | 21e       | serie 4: 6de in 1.09,2                                               |
| Kazuo Tomita                                                             | 100m rugslag (m)      | 9e        | serie 2: 2de in 1.06,4 halve finale 1: 5de in 1.06,5                 |
| Masaru Furukawa                                                          | 200m schoolslag (m)   | Goud      | serie 1: 1ste in 2.36,1 finale: 1ste in 2.34,7                       |
| Masahiro Yoshimura                                                       | 200m schoolslag (m)   | Zilver    | serie 3: 1ste in 2.38,6 finale: 2de in 2.35,7                        |
| Takashi Ishimoto                                                         | 200m vlinderslag (m)  | Zilver    | serie 2: 1ste in 2.42,2 finale: 2de in 2.23,8                        |
| Manabu Koga Atsushi Tani Koji Nonoshita Tsuyoshi Yamanaka Hiroshi Suzuki | 4x200m vrije slag (m) | 4e        | serie 1: 1ste in 8.37,9 finale: 4de in 8.36,6                        |
|                                                                          |                       |           |                                                                      |
| Hitomi Jinno                                                             | 100m vrije slag (v)   | 21e       | serie 4: 6de in 1.08,8                                               |
| Yoshiko Sato                                                             | 100m vrije slag (v)   | 30e       | serie 3: 6de in 1.10,3                                               |
| Setsuko Shimada                                                          | 100m vrije slag (v)   | 33e       | serie 2: 6de in 1.11,8                                               |
| Yukiko Otaka                                                             | 400m vrije slag (v)   | 21e       | serie 4: 7de in 5.28,7                                               |
| Eiko Wada                                                                | 400m vrije slag (v)   | 30e       | serie 3: 7de in 5.27,2                                               |
| Hitomi Jinno Eiko Wada Yoshiko Sato Yukiko Otaka                         | 4x100m vrije slag (v) | 9e        | serie 2: 5de in 4.35,8 (NR)                                          |

Afghanistan · Argentinië · Australië · Bahama's · België · Bermuda · Birma · Brazilië · Brits-Guiana · Bulgarije · Cambodja* · Canada · Ceylon · Chili · Colombia · Cuba · Denemarken · Duits eenheidsteam · Egypte* · Ethiopië · Fiji · Filipijnen · Finland · Frankrijk · Griekenland · Groot-Brittannië · Hongarije · Hongkong · Ierland · IJsland · India · Indonesië · Iran · Israël · Italië · Jamaica · Japan · Joegoslavië · Kenia · Liberia · Luxemburg · Malakka · Mexico · Nederland* · Nieuw-Zeeland · Nigeria · Noord-Borneo · Noorwegen · Oeganda · Oostenrijk · Pakistan · Peru · Polen · Portugal · Puerto Rico · Roemenië · Singapore · Sovjet-Unie · Spanje* · Taiwan · Thailand · Trinidad en Tobago · Tsjecho-Slowakije · Turkije · Uruguay · Venezuela · Verenigde Staten · Vietnam · Zuid-Afrika · Zuid-Korea · Zweden · Zwitserland*

*alleen deelgenomen in Stockholm